# Aleksandr Bublik
Aleksandr Bublik, accreditato come Alexander Bublik dall'ATP (in russo Александр Станиславович Бублик?, Aleksandr Stanislavovič Bublik; Gatčina, 17 giugno 1997), è un tennista russo naturalizzato kazako dal 2016.
I suoi migliori ranking ATP sono stati la 17ª posizione in singolare nel maggio 2024 e la 47ª in doppio nel novembre 2021. Nel circuito maggiore ha vinto sette titoli in singolare su quattordici finali disputate, tra cui il 500 di Halle nel 2023 e 2025. Il suo miglior risultato nei tornei del Grande Slam sono i quarti di finale raggiunti al Roland Garros nel 2025. In doppio vanta la finale raggiunta al Roland Garros 2021 in coppia con Andrej Golubev, persa contro Pierre-Hugues Herbert e Nicolas Mahut.

## Biografia
Inizia a giocare a tennis all'età di 2 anni grazie al padre, che lo seguirà come coach anche nella carriera professionistica. È sposato con Tatiyana con la quale ha avuto, nel 2022, il figlio Vasily. Appassionato di scacchi, nel 2023 ha giocato con la squadra dei Levitov Chess Wizards nella Professional Rapid Online Chess League.
Nonostante il suo grande talento Bublik è anche conosciuto per la sua irriverenza verso lo sport e l'approccio informale all'allenamento. Ha infatti dichiarato in un'intervista del 2020 di vedere il tennis solo come fonte di guadagno e non come una vera e propria passione. Nel 2022 ha contraddetto queste dichiarazioni, dicendo a Good Morning Tennis che le cose sono cambiate da quell'intervista e che ama giocare a tennis ora perché ha capito che è "quello che voleva fare da bambino". Posizione, quest'ultima, che ha ribadito anche in seguito sostenendo che preferisce l'allenamento all'agonismo. Ha inoltre descritto l'inaspettata finale raggiunta in doppio al Roland Garros del 2021 come un "puro incidente" e ha spiegato che non considera il doppio come tennis professionistico, ma un modo per "guadagnare qualche soldo extra, gironzolare e fare qualche scherzo".

### Cambio di nazionalità
Nel novembre 2016 Bublik ha adottato la nazionalità sportiva del Kazakistan. All'origine della decisione vi sarebbe stato il disinteresse e lo scarso supporto da parte della federazione russa. Al contrario, il tennista ha definito fantastico il centro tennis di Astana e ha dichiarato che la sua scelta è da considerarsi definitiva.

## Carriera

### Juniores
Nell'ITF Junior Circuit Bublik ha raggiunto la 19ª posizione mondiale e ha conquistato sei titoli in singolare e cinque in doppio. Non ha mai superato il terzo turno nei tornei juniores del Grande Slam, il miglior risultato negli altri tornei di Grade A è stata la semifinale in doppio al Trofeo Bonfiglio del 2014.

### 2011-2015: inizi e primi titoli Futures in doppio
Fa la sua prima isolata apparizione tra i professionisti nel 2011 in un torneo Futures in Russia e gioca un altro torneo Futures nel 2013. L'anno successivo gioca qualche torneo in più e alza i primi trofei da professionista vincendo il doppio in un Futures russo e in un Futures estone. Gioca poco anche nel 2015 e vince un altro torneo Futures di doppio, oltre a fare il suo esordio nell'ATP Challenger Tour e a disputare per la prima volta le qualificazioni in singolare in un torneo ATP al St. Petersburg Open, nelle quali viene eliminato al terzo turno.

### 2016: primi titoli Futures e prime vittorie ATP in singolare
Inizia a giocare con maggiore regolarità nel 2016 e ad aprile vince il suo primo titolo Futures in singolare a Doha, a cui fanno seguito altri tre titoli Futures in singolare a Mosca, San Pietroburgo e in Svezia. Dopo aver raggiunto nei tornei Challenger per la prima volta i quarti di finale in singolare e una semifinale in doppio, a settembre fa il suo esordio nei tabelloni principali dell'ATP al St. Petersburg Open 2016 con una wild card, ed esce al primo turno sia in singolare che nel torneo di doppio. Raggiunge i quarti anche al Tashkent Challenger per il ritiro nel secondo set del nº 52 ATP Jiri Vesely, nella sua prima vittoria contro un top 100.
Supera per la prima volta le qualificazioni in un torneo ATP alla Kremlin Cup e ottiene la prima vittoria nel circuito maggiore superando il nº 79 ATP Konstantin Kravčuk, consegue poi la sua vittoria più significativa da inizio carriera sconfiggendo in due set il nº 13 del mondo Roberto Bautista Agut e nei quarti viene eliminato in tre set dal vincitore del torneo Pablo Carreño Busta. Guadagna 56 posti nel ranking e sale al 210º. Poco dopo annuncia il cambio di nazionalità e di avere scelto di rappresentare il Kazakistan. Chiude la stagione in 205ª posizione.

### 2017: due titoli Challenger e ingresso nella top 100
Supera le qualificazioni agli Australian Open 2017 e, al suo esordio in una prova del Grande Slam sconfigge il nº 16 del mondo Lucas Pouille per poi essere eliminato al secondo turno. A febbraio vince il suo primo titolo Challenger al Morelos Open, sconfiggendo Nicolas Jarry in finale. Eliminato nelle qualificazioni al Roland Garros, entra nel tabellone a Wimbledon come "lucky loser" e viene sconfitto al primo turno dal numero 1 del mondo Andy Murray. Continua l'ascesa nel ranking vincendo ad agosto l'Aptos Challenger e a settembre, dopo le semifinali disputate all'Istanbul Challenger, entra per la prima volta nella top 100, alla 95ª posizione. Raggiunge nuovamente i quarti alla Kremlin Cup con il successo sul nº 23 del mondo Albert Ramos Viñolas.

### 2018-2019: crollo nel ranking e risalita fino alla top 50
La stagione 2018 vede Bublik in difficoltà, vince un solo incontro nei tornei ATP e non ritrova la forma per gran parte dell'anno neanche nei tornei Challenger. Ad agosto esce dalla top 200, risale iniziando a ottenere alcuni discreti risultati nei Challenger e scende di nuovo con l'uscita al primo turno della Kremlin Cup. Dopo essere crollato al 253º posto del ranking, torna a mettersi in luce nel suo ultimo torneo dell'anno vincendo il titolo Challenger a Bratislava partendo dalle qualificazioni.
Dopo i deludenti risultati nei primi tornei del 2019, a febbraio esordisce nella squadra kazaka di Coppa Davis superando Joao Sousa nella sfida vinta 3-1 contro il Portogallo. Si aggiudica quindi il torneo di singolare al successivo Hungarian Challenger Open e meno di un mese dopo vince anche il Challenger di Pau. Disputa il suo primo torneo Masters 1000 al Miami Open superando le qualificazioni, nel tabellone principale sconfigge Tennys Sandgren al terzo set ed esce di scena al secondo turno. Il buon momento continua con un altro titolo Challenger conquistato a Monterrey, successo che lo riporta nella top 100 del ranking.
Al Roland Garros 2019 vince il suo primo incontro nel tabellone principale contro Rudolf Molleker prima di perdere una combattuta sfida in quattro set contro il futuro finalista Dominic Thiem. Nel torneo di Newport disputa la sua prima finale ATP e viene sconfitto dalla testa di serie numero uno John Isner. Agli US Open vince due match consecutivi al quinto set e raggiunge il suo primo terzo turno in uno Slam. Si spinge fino alla finale anche all'ATP 250 del Chengdu Open eliminando tra gli altri i top 30 Taylor Fritz e Grigor Dimitrov prima di perdere al tiebreak del terzo set contro Pablo Carreño Busta. Risultato che permette di raggiungere a novembre il suo nuovo best ranking alla 48ª posizione mondiale.

### 2020: semifinale agli Australian Open e top 100 in doppio, prima vittoria contro un top 10 in singolare
All'Australian Open 2020 raggiunge in doppio la sua prima semifinale in un torneo del Grande Slam, e in coppia con Mikhail Kukushkin viene sconfitto da Rajeev Ram / Joe Salisbury. A fine torneo entra per la prima volta nella top 100 di doppio. Torna a mettersi in luce in singolare arrivando in semifinale a Marsiglia, elimina tra gli altri la testa di serie nº 4 Denis Shapovalov e viene sconfitto da Stefanos Tsitsipas, risultati con cui sale al 47º posto mondiale.
Dopo la lunga pausa dovuta al COVID-19 esce al primo turno nei primi tornei disputati, torna al successo ad Amburgo, dove entra in tabellone come lucky loser, raggiunge i quarti di finale senza perdere alcun set contro Albert Ramos Viñolas e Félix Auger-Aliassime, e viene sconfitto da Cristian Garín. Agli Open di Francia supera al primo turno il nº 9 del mondo Gaël Monfils – primo top 10 sconfitto in carriera – e viene eliminato al turno successivo da Lorenzo Sonego. Si spinge quindi fino alla semifinale di doppio al St. Petersburg Open in coppia con Reilly Opelka.

### 2021: due finali ATP e 34º al mondo in singolare, finale in doppio al Roland Garros
Inizia la stagione all'Antalya Open e riprende a salire nel ranking raggiungendo la sua terza finale in un torneo ATP, nei quarti ha la meglio sul nº 10 del mondo Matteo Berrettini e nel match che assegna il titolo è costretto al ritiro in finale quando era in svantaggio per 0-2 nel primo set contro Alex de Minaur. Eliminato al secondo turno agli Australian Open, disputa un'altra finale ATP al Singapore Tennis Open e viene sconfitto da Alexei Popyrin con il punteggio di 6-4, 0-6, 2-6. Dopo essersi imposto in entrambi i singolari nella sfida di Coppa Davis vinta contro i Paesi Bassi, raggiunge per la prima volta i quarti in un torneo Masters 1000 sconfiggendo Taylor Fritz al Miami Open e viene eliminato da Jannik Sinner. Giunge fino ai quarti anche al Masters di Madrid con i successi su Denis Shapovalov e Aslan Karacev e cede in due set a Casper Ruud, risultati con cui porta il miglior ranking alla 40ª posizione mondiale.
Raggiunge la prima finale in una prova del Grande Slam al torneo di doppio del Roland Garros, in coppia con Andrej Golubev elimina le teste di serie numero 5 Ivan Dodig / Filip Polášek e le numero 11 Wesley Koolhof / Jean-Julien Rojer. In semifinale hanno la meglio su Pablo Andújar / Pedro Martínez e vengono sconfitti dai giocatori di casa Nicolas Mahut / Pierre-Hugues Herbert con il punteggio di 6-4, 6-7, 4-6. A fine torneo entra per la prima volta nella top 50 di doppio, in 49ª posizione. Sconfitto nei quarti sull'erba dell'Eastbourne International, raggiunge per la prima volta il terzo turno al torneo di Wimbledon. Perde poi in semifinale a Newport contro Kevin Anderson.
Fa il suo esordio olimpico ai Giochi di Tokyo ed esce al primo turno sia in singolare che in doppio. Nonostante non superi il secondo turno nei tornei americani di fine estate sul cemento, compresi gli US Open, a settembre sale al 34º posto nel ranking di singolare. All'ultimo impegno stagionale, vince i tre incontri disputati in singolare nel round robin della fase finale di Coppa Davis, nei quarti viene sconfitto da Djokovic ed è la Serbia che si qualifica alla semifinale.

### 2022: primo titolo ATP e top 30
Sconfitto al secondo turno degli Australian Open 2022, a febbraio raggiunge la finale all'Open Sud de France di Montpellier con le vittorie su Tallon Griekspoor, Pierre-Hugues Herbert, sulla testa di serie nº 2 Roberto Bautista Agut e la nº 5 Filip Krajinović. Si aggiudica il primo titolo ATP sconfiggendo per 6–4, 6–3 il nº 3 del mondo Alexander Zverev e sale al 30º posto nel ranking. Sconfitto al primo turno nei tre tornei successivi, torna a mettersi in luce nella sfida di Coppa Davis vinta a Oslo contro la Norvegia superando il nº 8 del mondo Casper Ruud. All'Indian Wells Open elimina Andy Murray ed esce al terzo turno per mano di Grigor Dimitrov. Viene eliminato al terzo turno anche al Miami Open, nel quale Ruud si prende la rivincita. Non va oltre il secondo turno nei successivi tornei su terra battuta, compresi i Masters di Monte Carlo, Madrid e Roma e all'Open di Francia, nonché nei primi tornei sull'erba. Dopo i quarti disputati all'Eastbourne International, a Wimbledon perde al terzo turno contro Frances Tiafoe.
Dimostra nuovamente di trovarsi a proprio agio sull'erba di Newport, dove raggiunge per la seconda volta la finale. Elimina nei quarti di finale Andy Murray e dopo il successo su Jason Kubler cede al tie break del set decisivo contro Maxime Cressy. Non consegue altri risultati di rilievo nel prosieguo della trasferta americana. Nella fase a gironi delle finali di Coppa Davis sconfigge il nº 8 del mondo Cameron Norrie, perde gli altri due singolari e il Kazakistan chiude all'ultimo posto del Gruppo D. Raggiunge la finale al torneo di Metz e viene sconfitto in due set da Lorenzo Sonego dopo aver eliminato l'emergente Holger Rune. Supera Cristian Garín al primo turno del Firenze Open e diventa il secondo kazako a raggiungere le 100 vittorie nel circuito maggiore, per poi uscire nei quarti, così come nel successivo ATP 500 di Basilea.

### 2023: primo titolo ATP 500, un altro titolo ATP e top 25
Inizia il 2023 alla prima edizione della United Cup, perde entrambi gli incontri disputati e il Kazakistan viene eliminato chiudendo ultimo nel Gruppo B. Esce al primo turno agli Australian Open – sconfitto al quinto set dal nº 32 del mondo Alejandro Davidovich Fokina – e all''Open Sud de France, dove era campione in carica. All'Open 13 Provence sconfigge nei quarti Grigor Dimitrov dopo aver salvato due match point nel tie-break del terzo set, mentre cede in semifinale al vincitore del torneo Hubert Hurkacz. Nella trasferta primaverile statunitense si mette in luce solo raggiungendo i quarti di finale al Challenger 175 dell'Arizona Tennis Classic.
Eliminato al primo turno al Monte Carlo Masters e a Barcellona, al secondo turno del Madrid Open spreca un match point e viene sconfitto dal nº 7 del mondo Holger Rune. Agli Internazionali d'Italia supera Ben Shelton, ma perde al terzo turno contro Casper Ruud in tre set. Esce al turno di esordio al Roland Garros e si riscatta vincendo il suo primo titolo ATP 500 all'Halle Open, eliminando nell'ordine Borna Ćorić e il finalista dell'ultimo Madrid Open Jan-Lennard Struff, per poi approfittare del ritiro nella sfida dei quarti di Jannik Sinner e accedendo alla finale dopo aver eliminato il tedesco Alexander Zverev. Nell'incontro per il titolo ha la meglio in tre set sul nº 9 ATP Andrey Rublev, contro il quale aveva un record negativo di 0-3 negli scontri diretti. A seguito di questa vittoria Bublik porta il miglior ranking alla 26ª posizione mondiale.
Raggiunge per la prima volta il quarto turno a Wimbledon dove perde al quinto set contro Rublev, che si prende la rivincita. Esce al turno di esordio in tutti i tornei della trasferta americana, compresi gli US Open dove cede in tre set contro Dominic Thiem e si lascia andare a episodi controversi. Dopo aver perso al primo turno in altri due tornei ATP, al torneo di Anversa si aggiudica il titolo battendo in finale l'emergente Arthur Fils con un doppio 6–4. Disputa l'ultimo torneo stagionale al Paris Masters dove viene eliminato al terzo turno da Dimitrov dopo i successi sui top 20 Tiafoe e Jarry.

### 2024: un titolo e una finale ATP, 17º nel ranking
Inizia il 2024 al torneo di Adelaide dove batte Lorenzo Musetti e Daniel Evans, salvo poi perdere contro Jack Draper. Esce al primo turno degli Australian Open. Trionfa nell'ATP 250 di Montpellier superando in finale Borna Ćorić per 7–5, 2–6, 3–6. Diventa inoltre il primo tennista a vincere un torneo ATP dopo aver perso il primo set in tutti gli incontri. Entra per la prima volta nella top 20 dopo la finale persa ai Dubai Tennis Championships contro Ugo Humbert, alla quale era giunto dopo il ritiro di Jiri Lehecka nei quarti e alla squalifica di Rublev in semifinale. Nei primi Masters 1000 stagionali di Indian Wells, Miami e Monte Carlo vince complessivamente un solo incontro.
Riprende l'ascesa in classifica al Madrid Open, dove viene sconfitto al quarto turno da Daniil Medvedev dopo aver eliminato in rimonta il nº 15 ATP Ben Shelton portandosi al 17º posto mondiale, suo best ranking. Esce in semifinale a Lione per mano di Giovanni Mpetshi Perricard e non supera il secondo turno al Roland Garros. Il miglior risultato stagionale sull'erba sono i quarti raggiunti allo Stuttgart Open, mentre esce al terzo turno a Wimbledon. Viene di nuovo eliminato al turno di esordio sia in singolare che in doppio ai Giochi olimpici di Parigi. Esce al primo turno anche agli US Open e nei quarti al Chengdu Open. Vince in totale un solo incontro negli ultimi quattro tornei stagionali e chiude la stagione al 33º posto del ranking.

### 2025: discesa nel ranking e risalita, quarti di finale al Roland Garros e tre titoli ATP
Nei primi tornei del 2025 vince due incontri nel circuito maggiore a fronte di otto sconfitte. Il primo risultato di rilievo è la finale raggiunta al Challenger 175 dell'Arizona Tennis Classic, persa dopo due tie-break contro il talento brasiliano emergente João Fonseca. Raggiunge il quarto turno al Madrid Open con la vittoria sul nº 8 del mondo e campione uscente Andrej Rublëv, raccoglie solo cinque giochi contro Jakub Menšík. Torna a vincere un torneo dopo oltre un anno con il successo in finale su Bu Yunchaokete al Challenger 175 del Piemonte Open. Raggiunge per la prima volta i quarti di finale in una prova del Grande Slam al Roland Garros eliminando tra gli altri il nº 9 del mondo Alex de Minaur – al quale rimonta i primi due set persi – e il nº 5 Jack Draper, largamente favorito alla vigilia dell'incontro. Nei quarti raccoglie sei soli giochi contro Jannik Sinner, che sconfigge poco dopo nel torneo di Halle, per la sua prima vittoria in carriera contro un nº 1 nel ranking. Torneo di Halle che poi andrà a vincere battendo in finale Daniil Medvedev con il punteggio di 6-3, 7-6. Contro ogni aspettativa perde al primo turno di Wimbledon contro Jaume Munar.
Vince i successivi due tornei ATP 250 sulla terra battuta a Gstaad e a Kitzbühel, battendo nelle rispettive finali Juan Manuel Cerundolo per 6-4, 4-6, 6-3, e Arthur Casaux per 6-4, 6-3, e risale alla 25ª posizione mondiale. Rinuncia a giocare il Washington Open, il Canadian Open e il Cincinnati Open.

## Caratteristiche e stile di gioco
Ha uno stile di gioco potente e spettacolare e un ottimo servizio che, favorito dalla sua altezza, raggiunge i 220/230 chilometri orari. Nel 2021 è stato il giocatore che ha realizzato il maggior numero di ace. Ha però la tendenza a rischiare molto sulla seconda di servizio e commette quindi molti doppi falli; ad esempio: in un incontro degli US Open 2019 ne ha commessi 26.
I suoi colpi da fondocampo sono molto potenti. Ha una grandissima sensibilità ed è molto efficace nelle volée, smorzate e tweener. È solito eseguire colpi molto particolari e non convenzionali come il servizio da sotto. In alcune partite ha effettuato degli smash colpendo la palla con il manico della racchetta.

## Controversie
Sconfitto al primo turno degli US Open 2023 dall'ex campione degli US Open Dominic Thiem, durante l'incontro è stato ripreso in televisione mentre proferiva in russo: "Sono stanco di rigenerare carriere a persone disabili"; un apparente riferimento al recente recupero di Thiem dai suoi recenti e persistenti infortuni. Il comportamento di Bublik è stato additato dal collega tennista Nick Kyrgios come "orribile" e pesantemente criticato dal mondo del tennis. Sempre nel match con Thiem ha anche ricevuto un warning per violazione del codice dopo aver distrutto la racchetta e ha dichiarato di non voler più partecipare agli US Open.

## Statistiche

### Singolare

#### Vittorie (7)
| Legenda              |
| Grande Slam (0)      |
| ATP Finals (0)       |
| ATP Masters 1000 (0) |
| ATP Tour 500 (2)     |
| ATP Tour 250 (5)     |

| N. | Data            | Torneo                              | Superficie  | Avversari in finale   | Punteggio     |
| 1. | 6 febbraio 2022 | Open Sud de France, Montpellier     | Cemento (i) | Alexander Zverev      | 6–4, 6–3      |
| 2. | 25 giugno 2023  | Halle Open, Halle                   | Erba        | Andrej Rublëv         | 6–3, 3–6, 6–3 |
| 3. | 22 ottobre 2023 | European Open, Anversa              | Cemento (i) | Arthur Fils           | 6–4, 6–4      |
| 4. | 4 febbraio 2024 | Open Sud de France, Montpellier (2) | Cemento (i) | Borna Ćorić           | 5–7, 6–2, 6–3 |
| 5. | 22 giugno 2025  | Halle Open, Halle (2)               | Erba        | Daniil Medvedev       | 6–3, 7–6(4)   |
| 6. | 20 luglio 2025  | Swiss Open Gstaad, Gstaad           | Terra rossa | Juan Manuel Cerundolo | 6–4, 4–6, 6–3 |
| 7. | 26 luglio 2025  | Austrian Open Kitzbühel, Kitzbühel  | Terra rossa | Arthur Cazaux         | 6–4, 6–3      |

#### Finali perse (7)
| Legenda              |
| Grande Slam (0)      |
| ATP Finals (0)       |
| ATP Masters 1000 (0) |
| ATP Tour 500 (1)     |
| ATP Tour 250 (6)     |

| N. | Data              | Torneo                            | Superficie  | Avversari in finale | Punteggio           |
| 1. | 21 luglio 2019    | Hall of Fame Open, Newport        | Erba        | John Isner          | 6(2)–7, 3–6         |
| 2. | 29 settembre 2019 | Chengdu Open, Chengdu             | Cemento     | Pablo Carreño Busta | 7–6(5), 4–6, 6(3)–7 |
| 3. | 13 gennaio 2021   | Antalya Open, Adalia              | Cemento     | Alex de Minaur      | 0–2 rit.            |
| 4. | 28 febbraio 2021  | Singapore Tennis Open, Singapore  | Cemento (i) | Alexei Popyrin      | 6–4, 0–6, 2–6       |
| 5. | 17 luglio 2022    | Hall of Fame Open, Newport (2)    | Erba        | Maxime Cressy       | 6–2, 3–6, 6(3)–7    |
| 6. | 25 settembre 2022 | Moselle Open, Metz                | Cemento (i) | Lorenzo Sonego      | 6(3)–7, 2–6         |
| 7. | 2 marzo 2024      | Dubai Tennis Championships, Dubai | Cemento     | Ugo Humbert         | 4–6, 3–6            |

### Doppio

#### Finali perse (1)
| Legenda              |
| Grande Slam (1)      |
| ATP Finals (0)       |
| ATP Masters 1000 (0) |
| ATP Tour 500 (0)     |
| ATP Tour 250 (0)     |

| N. | Data           | Torneo                  | Superficie  | Compagno       | Avversari in finale                 | Punteggio        |
| 1. | 12 giugno 2021 | Open di Francia, Parigi | Terra rossa | Andrej Golubev | Pierre-Hugues Herbert Nicolas Mahut | 6–4, 6(1)–7, 4–6 |

### Tornei minori

#### Singolare

##### Vittorie (11)
| Legenda tornei minori |
| Challenger (7)        |
| Futures (4)           |

| N.  | Data              | Torneo                              | Superficie  | Avversari in finale | Punteggio      |
| 1.  | 16 aprile 2016    | Qatar F2, Doha                      | Cemento     | Benjamin Bonzi      | 7–6(4), 7–6(7) |
| 2.  | 25 giugno 2016    | Russia F1, Mosca                    | Terra rossa | Filip Horanský      | 6–3, 7–6(5)    |
| 3.  | 10 settembre 2016 | Russia F8, San Pietroburgo          | Cemento (i) | Alexander Vasilenko | 6–3, 7–5       |
| 4.  | 8 ottobre 2016    | Sweden F5, Falun                    | Cemento (i) | Edward Corrie       | 6–4, 6–4       |
| 5.  | 25 febbraio 2017  | Morelos Open, Cuernavaca            | Cemento     | Nicolás Jarry       | 7–6(5), 6–4    |
| 6.  | 13 agosto 2017    | Aptos Challenger, Aptos             | Cemento     | Liam Broady         | 6–2, 6–3       |
| 7.  | 11 novembre 2018  | Slovak Open, Bratislava             | Cemento (i) | Lukáš Rosol         | 6–4, 6–4       |
| 8.  | 10 febbraio 2019  | Hungarian Challenger Open, Budapest | Cemento (i) | Roberto Marcora     | 6–0, 6–3       |
| 9.  | 3 marzo 2019      | Open Pau-Pyrénées, Pau              | Cemento (i) | Norbert Gombos      | 5–7, 6–3, 6–3  |
| 10. | 7 aprile 2019     | Monterrey Challenger, Monterrey     | Cemento     | Emilio Gómez        | 6–3, 6–2       |
| 11. | 18 maggio 2025    | Piemonte Open, Torino               | Terra rossa | Bu Yunchaokete      | 6–3, 6–3       |

##### Finali perse (2)
| Legenda tornei minori |
| Challenger (1)        |
| Futures (1)           |

| N. | Data           | Torneo                          | Superficie | Avversari in finale | Punteggio      |
| 1. | 23 aprile 2016 | Qatar F3, Doha                  | Cemento    | Tak Khunn Wang      | 0–6, 6–4, 2–6  |
| 2. | 16 marzo 2025  | Arizona Tennis Classic. Phoenix | Cemento    | João Fonseca        | 6(5)–7, 6(0)–7 |

#### Doppio

##### Vittorie (3)
| Legenda tornei minori |
| Challenger (0)        |
| Futures (3)           |

| N. | Data              | Torneo                 | Superficie  | Compagno       | Avversari in finale                     | Punteggio           |
| 1. | 12 settembre 2014 | Russia F10, Vsevoložsk | Terra rossa | Richard Muzaev | Vladimir Ivanov Andrėj Vasileŭski       | 6–3, 3–6, [11–9]    |
| 2. | 7 novembre 2014   | Estonia F4, Tallinn    | Cemento (i) | Evgeny Tyurnev | Iván Arenas-Gualda Jorge Hernando Ruano | 6–4, 6(5)–7, [10–1] |
| 3. | 31 ottobre 2015   | Turkey F43, Adalia     | Cemento     | Darko Jandrić  | Tuna Altuna Cem İlkel                   | 3–6, 6–4, [10–8]    |

##### Finali perse (4)
| Legenda tornei minori |
| Challenger (1)        |
| Futures (3)           |

| N. | Data             | Torneo                          | Superficie    | Compagno                  | Avversari in finale              | Punteggio           |
| 1. | 8 agosto 2014    | Russia F6, Kazan'               | Terra rossa   | Roman Safiullin           | Andrei Levine Anton Zaitcev      | 1–6, 3–6            |
| 2. | 4 settembre 2015 | Russia F7, Vsevoložsk           | Terra rossa   | Richard Muzaev            | Denys Molčanov Yaraslav Shyla    | 2–6, 6(3)–7         |
| 3. | 23 gennaio 2016  | Germany F2, Kaarst              | Sintetico (i) | Hubert Hurkacz            | Danylo Kalenichenko Denis Kapric | 7–6(2), 4–6, [7–10] |
| 4. | 12 agosto 2018   | Jinan International Open, Jinan | Cemento       | Alexander Pavlioutchenkov | Hsieh Cheng-peng Yang Tsung-hua  | 6(5)–7, 6–4, [5–10] |

## Risultati in progressione
Aggiornati all'Open di Francia 2025
| Sigla | Risultato               |
| ----- | ----------------------- |
| V     | Vincitore               |
| F     | Finalista               |
| SF    | Semifinalista           |
| O     | Oro olimpico            |
| A     | Argento olimpico        |
| SF    | Bronzo olimpico         |
| QF    | Quarti di Finale        |
| 4T    | Quarto turno            |
| 3T    | Terzo turno             |
| 2T    | Secondo turno           |
| 1T    | Primo turno             |
| RR    | Round Robin             |
| LQ    | Turno di qualificazione |
| A     | Assente                 |
| ND    | Non disputato           |

| Legenda superfici    |
| -------------------- |
| Cemento              |
| Terra battuta        |
| Erba                 |
| Superficie variabile |

### Singolare
| Tornei Grande Slam   |     |               |               |               |               |       |               |               |       |     |             |             |             |
| Australian Open      | A   | 2T            | Q2            | Q1            | 1T            | 2T    | 2T            | 1T            | 1T    | 1T  | 0 / 7       | 3–7         | 33.33%      |
| Roland Garros        | A   | Q3            | Q1            | 2T            | 2T            | 1T    | 2T            | 1T            | 2T    | QF  | 0 / 7       | 8–7         | 53.33%      |
| Wimbledon            | A   | 1T            | Q2            | 1T            | ND            | 3T    | 3T            | 4T            | 3T    |     | 0 / 6       | 9–6         | 60%         |
| US Open              | A   | Q1            | A             | 3T            | 1T            | 2T    | 2T            | 1T            | 1T    |     | 0 / 6       | 4–6         | 40%         |
| Vittorie–Sconfitte   | 0–0 | 1–2           | 0–0           | 3–3           | 1–3           | 4–4   | 5–4           | 3–4           | 3–4   | 4–2 | 0 / 26      | 24–26       | 48%         |
| Giochi Olimpici      |     |               |               |               |               |       |               |               |       |     |             |             |             |
| Giochi Olimpici      | A   | Non disputati | Non disputati | Non disputati | Non disputati | 1T    | Non disputati | Non disputati | 1T    | ND  | 0 / 2       | 0–2         | 0%          |
| Vittorie–Sconfitte   | 0–0 | Non disputati | Non disputati | Non disputati | Non disputati | 0–1   | Non disputati | Non disputati | 0–1   | ND  | 0 / 2       | 0–2         | 0%          |
| Statistiche carriera |     |               |               |               |               |       |               |               |       |     |             |             |             |
| Titoli               | 0   | 0             | 0             | 0             | 0             | 0     | 1             | 2             | 1     | 0   | 4           | 4           | 4           |
| Finali               | 0   | 0             | 0             | 2             | 0             | 2     | 3             | 2             | 2     | 0   | 11          | 11          | 11          |
| Vittorie–Sconfitte   | 2–2 | 3–3           | 1–4           | 15–15         | 14–16         | 35–30 | 33–27         | 24–28         | 25–25 | 2–8 | 154–158     | 154–158     | 154–158     |
| Ranking a fine anno  | 205 | 117           | 162           | 56            | 50            | 36    | 37            | 32            | 33    |     | 7 888 082 $ | 7 888 082 $ | 7 888 082 $ |

### Doppio
| Tornei Grande Slam |               |               |               |               |     |               |               |     |     |       |
| Australian Open    | A             | A             | A             | SF            | 3T  | 1T            | 1T            | A   | 1T  | 6–5   |
| Roland Garros      | A             | A             | A             | 1T            | F   | 3T            | 1T            | 2T  | A   | 8–4   |
| Wimbledon          | A             | A             | 2T            | ND            | 1T  | A             | A             | 1T  |     | 1–3   |
| US Open            | A             | A             | 1T            | A             | A   | 2T            | A             | A   |     | 1–2   |
| Vittorie–Sconfitte | 0–0           | 0–0           | 1–2           | 4–2           | 7–3 | 3–3           | 0–2           | 1–1 | 0–1 | 16–14 |
| Giochi Olimpici    |               |               |               |               |     |               |               |     |     |       |
| Giochi Olimpici    | Non disputati | Non disputati | Non disputati | Non disputati | A   | Non disputati | Non disputati | 1T  | ND  | 0–1   |
| Vittorie-Sconfitte | Non disputati | Non disputati | Non disputati | Non disputati | 0–0 | Non disputati | Non disputati | 0–1 | ND  | 0–1   |

### Vittorie contro top 10
| Stagione | 2020 | 2021 | 2022 | 2023 | 2024 | 2025 | Totale |
| -------- | ---- | ---- | ---- | ---- | ---- | ---- | ------ |
| Vittorie | 1    | 2    | 3    | 2    | 1    | 4    | 13     |

| #    | Giocatore            | Rank | Torneo                            | Superficie    | Turno | Punteggio                |
| ---- | -------------------- | ---- | --------------------------------- | ------------- | ----- | ------------------------ |
| 2020 |                      |      |                                   |               |       |                          |
| 1.   | Gaël Monfils         | 9    | Open di Francia, Parigi           | Terra battuta | 1T    | 6–4, 7–5, 3–6, 6–3       |
| 2021 |                      |      |                                   |               |       |                          |
| 2.   | Matteo Berrettini    | 10   | Antalya Open, Adalia              | Cemento       | QF    | 7–6(6), 6–4              |
| 3.   | Alexander Zverev     | 7    | Rotterdam Open, Rotterdam         | Cemento (i)   | 1T    | 7–5, 6–3                 |
| 2022 |                      |      |                                   |               |       |                          |
| 4.   | Alexander Zverev (2) | 3    | Open Sud de France, Montpellier   | Cemento (i)   | F     | 6–4, 6–3                 |
| 5.   | Casper Ruud          | 8    | Coppa Davis, Oslo                 | Cemento (i)   | LQ    | 6–4, 5–7, 6–4            |
| 6.   | Cameron Norrie       | 8    | Coppa Davis, Glasgow              | Cemento (i)   | RR    | 6–4, 6–3                 |
| 2023 |                      |      |                                   |               |       |                          |
| 7.   | Jannik Sinner        | 9    | Halle Open. Halle                 | Erba          | QF    | 7–5, 2–0 rit.            |
| 8.   | Andrej Rublëv        | 7    | Halle Open, Halle                 | Erba          | F     | 6–3, 3–6, 6–3            |
| 2024 |                      |      |                                   |               |       |                          |
| 9.   | Andrej Rublëv (2)    | 5    | Dubai Tennis Championships, Dubai | Cemento       | SF    | 6(4)–7, 7–6(5), 6–5 rit. |
| 2025 |                      |      |                                   |               |       |                          |
| 10.  | Andrej Rublëv (3)    | 8    | Madrid Open, Madrid               | Terra battuta | 3T    | 6–4, 0–6, 6–4            |
| 11.  | Alex de Minaur       | 9    | Open di Francia, Parigi           | Terra battuta | 2T    | 2–6, 2–6, 6–4, 6–3, 6–2  |
| 12.  | Jack Draper          | 5    | Open di Francia, Parigi           | Terra battuta | 4T    | 5–7, 6–3, 6–2, 6–4       |
| 13.  | Jannik Sinner (2)    | 1    | Halle Open, Halle                 | Erba          | 2T    | 3–6, 6–3, 6–4            |